# Flak Attack
MX5000, conocido en Japón como Flak Attack (フラック・アタック  Furakku Atakku?) es un videojuego de matamarcianos con scroll vertical de Konami publicado originalmente como arcade en agosto de 1987. También fue reeditado en Xbox Live Arcade el 15 de septiembre de 2010., También fue relanzado por PlayStation 4 en 25 de marzo de 2016 y por eShop de Nintendo Switch en 9 de abril de 2020, publicado por Hámster.